# São Pedro do Suaçuí
São Pedro do Suaçuí – miasto i gmina w Brazylii, w stanie Minas Gerais. Znajduje się w mikroregionie Peçanha.